# Franz Joseph Weinzierl (Prediger)
Franz Joseph Weinzierl (* 24. Dezember 1777 in Mallersdorf; † 1. Januar 1829 in Regensburg) war ein deutscher römisch-katholischer Geistlicher.

## Leben

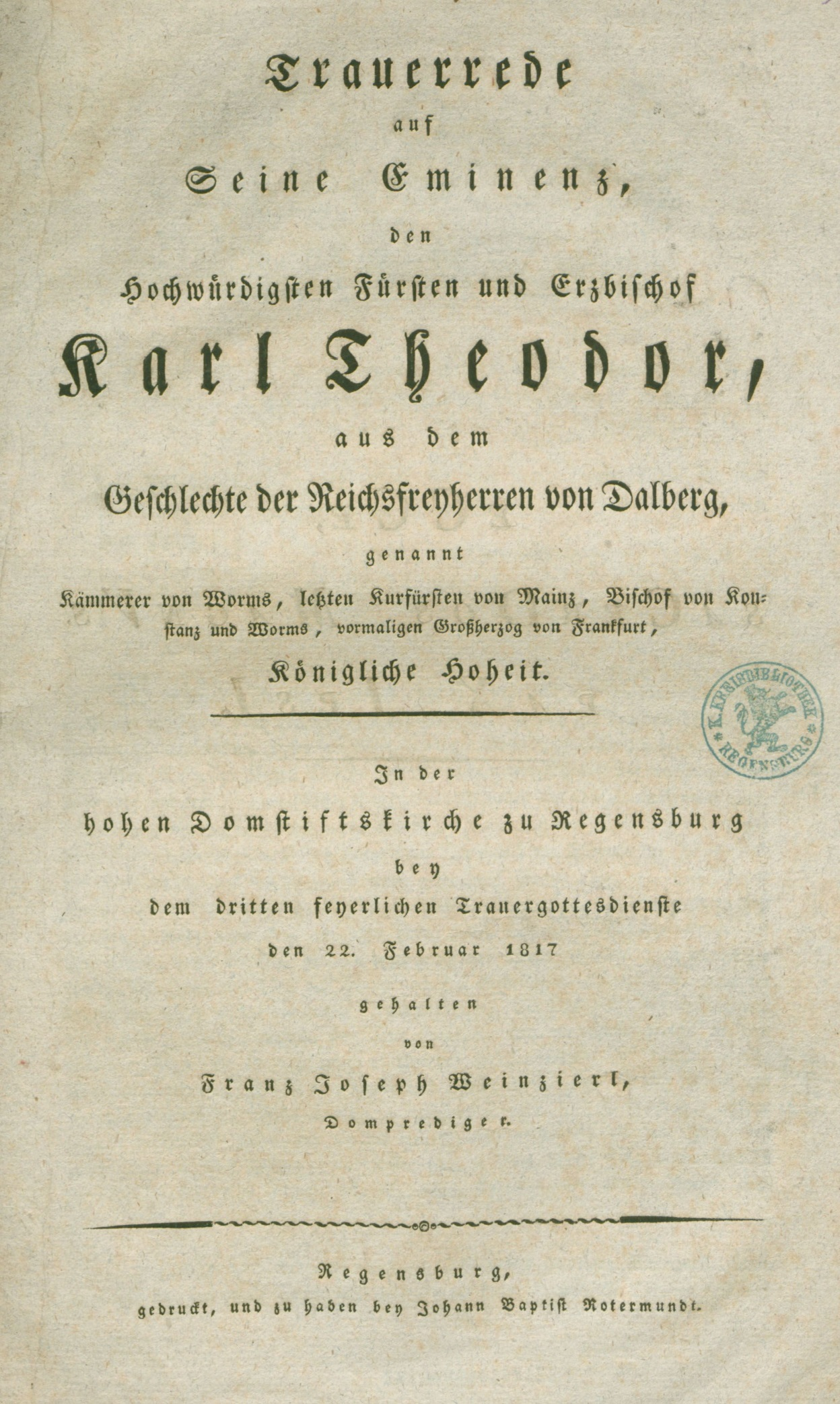
Trauerrede Weinzierls auf Karl Theodor von Dalberg im Regensburger Dom, 22. Februar 1817, Titelseite der Druckausgabe

Weinzierl schloss 1794 das (heutige) Wilhelmsgymnasium München ab. Anschließend absolvierte er am angeschlossenen Lyzeum das obligatorische zweijährige Grundstudium (= Philosophie) und wechselte dann zum Theologiestudium an das Lyzeum in Regensburg. 1801 empfing er die Priesterweihe und war darauf Kaplan in Penting, einem heutigen Ortsteil von Neunburg vorm Wald. Nicht lange blieb er in diesen Verhältnissen. Bereits 1802 ging Weinzierl nach Regensburg, wo er eine Professur an dem dortigen Gymnasium erhielt. 
Dieses Lehramt eröffnete er im November des genannten Jahres in den drei unteren Klassen und bekleidete es bis zum Jahr 1806. Um diese Zeit war er von Erzbischof Karl Theodor von Dalberg als Domprediger nach Regensburg gerufen worden. Später erhielt er noch die Würde eines Domkapitulars. Dort wirkte er eine Reihe von Jahren zum Wohl seiner Gemeinde, die in ihm, mit seinem Tod, einen treuen Seelsorger und beliebten Kanzelredner verlor.

## Wirken
Die moralische Wärme, welche seinen populären Vortrag beseelte, lernt man aus der nach seinem Tode 1831 herausgegebenen Sammlung seiner Predigten kennen. Gleichzeitig erschienen seine nachgelassenen Schriften religiösen Inhalts in zwei Bänden. Das bekannte Werk des Thomas von Kempen von der Nachfolge Christi übersetzte Weinzierl, neben sechs Erbauungsschriften jenes berühmten Mystikers und Moralisten. 
Am bekanntesten war er durch mehrere, auf die Liturgie seiner Kirche Bezug nehmende Schriften. Dahin gehören gereimte Uebersetzungen der Klaggesänge des Jeremias (1805), Uebersetzungen der sieben Bußpsalmen (1814), der Sprüche der Weisheit (1821), Hymnen und Lieder für den katholischen Gottesdienst (1817) und andere mehr.

## Werke
- Die Liebe Jesu gegen seine Heerde; eine Primizpredigt. 1801
- Gebetbuch der Heiligen Gottes, nach den gewöhnlichen Andachtsübungen gesammelt u. s. w. Stadt am Hof 1803, (Mit Kupfern); 2. Aufl. Augsburg 1825; 7. Auflage, Augsburg 1855, (Online);
- Die Klaggesange des Propheten Jeremias nach der Bulgata, in Versen. Mit der Kirchenmelodie. Stadt am Hof 1805, 1824 (Online)
- Die Frohnleichnamsproccssion, aus dem Ritual des Erzbisthums Regensburg. Nebst den Tagzeiten und der Litaney von dem allerheiligsten Sakramente. Stadt am Hof 18??,  3. Auflage. Stadt am Hof 1815
- Der Geist der katholischen Kirche in der Bittwoche, in zwei Predigten dargestellt. Regensburg 1811
- Predigt bei dem feierlichen Dankfeste für die glückliche Befreiung Sr. Päpstl. Heiligkeit Pius VII. Regensburg 18l4
- Die sieben Bußpsalmen in gereimten Versen. Regensburg 1814
- Predigt bei der ersten hundertjährigen Jubelfeier in der Wallfahrtskirche der allerheiligsten Dreifaltigkeit auf dem Osterberge bei Stadt am Hof. Regensburg 1815
- Des ehrwürdigen Thomas von Kempis vier Bücher von der Nachfolge Christi. Dem christlichen Volke in einer neuen Uebersetzung und wohlfeilen Ausgabe gewidmet. Regensburg 18??, 2. Auflage, Regensburg 1817
- Das Gesangbuch der heiligen römisch-katholischen Kirche; aus ihrer Sprache in gereimten Versen übersetzt. Augsburg 1816; 2. Auflage. Sulzbach 1824. (Mit Kupfern)
- Hymnen und Lieder für den katholischen Gottesdienst. Aus dem Lateinischen der französ. Breviere in gereimten Versen. Augsburg 1817
- Trauerrede auf Seine Eminenz den hochwürdigsten Fürsten und Erzbischof Carl Theodor, aus dem Geschlechte der Reichsfreiherrn v. Dalberg. Augsburg 1817 (Online)
- Des ehrwürdigen Thomas von Kempis sechs Erbauungsschriften, aus dessen sämmtlichen Werken ausgewählt, übersetzt, und allen Freunden der Nachfolge Christi gewidmet. Augsburg 1818
- Die Psalmen, nebst den Klagliedern Jeremiä und den übrigen Gesängen der heiligen Schrift, in gereimten Versen, Augsburg 1819, 2. Auflage. Sulzbach 1824 (Online)
- Hymni sacri, quos ex plurium Galliae dioecesium breviariis collegit. Augsburg 1821
- Sprüche der Weisheit, aus den heiligen Büchern in gereimten Versen übersetzt. Augsburg 1821, (Online)
- Andachtsübungen zum christlichen Gebrauch, nebst der heiligen Messe, wie sie der Priester am Altar betet. Regensburg 1831
- Predigten, nach seinem Tode herausgegeben. Sulzbach 1831
- Nachgelassene Schriften religiösen Inhalts. Sulzbach 1831–1832, 2. Bde., 2. Aufl. 1837, 1. Bd. (Online)
- Legende der Heiligen, nach ihrem inneren Leben, auf alle Tage im Jahr. Sulzbach 1832
- Passionspredigten, gehalten während der heiligen Fastenzeit in den Jahren 1810-1820. Sulzbach 1834 (Online)